# Araxá Esporte Clube
L'Araxá Esporte Clube, noto anche semplicemente come Araxá, è una società calcistica brasiliana con sede nella città di Araxá, nello stato del Minas Gerais.

## Storia
Il club è stato fondato il 20 settembre 1958. L'Araxá ha vinto il Campeonato Mineiro Módulo II nel 2012, e il Campeonato Mineiro Segunda Divisão nel 2007 e nel 2011.

## Palmarès

### Competizioni statali
- Campeonato Mineiro Módulo II: 4

1966, 1978, 1990, 2012
- Campeonato Mineiro Segunda Divisão: 2

2007, 2011